# Gieorgij Szkolny
Gieorgij Iwanowicz Szkolny, ros. Георгий Иванович Школьный (ur. 9 kwietnia 1920 r. we wsi Osinowka na Zabajkalu, zm. po 1955 r. w ZSRR) – radziecki pilot wojskowy (porucznik), pilot 1 Wschodniej Eskadry Lotniczej, a następnie adiutant dowódcy 1 Pułku Lotniczego wojsk lotniczych Sił Zbrojnych Komitetu Wyzwolenia Narodów Rosji pod koniec II wojny światowej.
W 1938 r. wstąpił do komsomołu. 20 kwietnia 1940 r. zmobilizowano go do Armii Czerwonej. W lipcu 1941 r. w stopniu sierżanta ukończył 1 wojskowo-lotniczą szkołę pilotów im. W. P. Czkałowa. Następnie służył jako pilot w 34 Pułku Lekkich Bombowców, a potem w 44 Pułku Bombowców Dalekiego Zasięgu. W 1942 r. awansował do stopnia podporucznika. Na początku lipca tego roku przeszedł do 102 Pułku Bombowców Dalekiego Zasięgu, zaś pod koniec maja 1943 r. – 110 Pułku Bombowców Dalekiego Zasięgu. 28 sierpnia tego roku został porucznikiem. W nocy 11/12 grudnia zestrzeliły jego samolot niemieckie myśliwce. Osadzono go w specjalnym obozie jenieckim w Moritzfeldzie. Na początku 1944 r. wstąpił ochotniczo do 1 Wschodniej Eskadry Lotniczej. Uczestniczył w lotach bojowych przeciwko partyzantom w rejonie Dźwińska. Pilotował też nowe samoloty z fabryk lotniczych na front. 4 lutego 1945 r. został odznaczony medalem wojskowym przez gen. Andrieja A. Własowa głównodowodzącego Siłami Zbrojnymi Komitetu Wyzwolenia Narodów Rosji. Od 10 lutego tego roku w stopniu porucznika pełnił funkcję adiutanta dowódcy 1 Pułku Lotniczego wojsk lotniczych Sił Zbrojnych KONR płk. Leonida I. Bajdaka. 30 kwietnia wraz z pozostałymi żołnierzami pułku poddał się Amerykanom. We wrześniu został przekazany Sowietom. Po procesie skazano go na karę 10 lat łagrów. Po 1955 r. przebywał w obozach pracy w Komi. Dalsze jego losy są nieznane.